# Moonwalk (livre)
Pour l’article homonyme, voir Moonwalk.
Moonwalk est une autobiographie écrite par l'artiste américain Michael Jackson. Le livre a été publié pour la première fois par la maison d'édition Doubleday le 1er février 1988, cinq mois après la sortie de l'album Bad. Le livre porte le nom du mouvement de danse popularisé par Michael Jackson : le moonwalk. 
Michael Jackson révèle beaucoup d'informations dans ce livre, notamment sur son enfance, sur ce qui l'a inspiré à devenir ce qu'il est et sur ce qu'il a vécu, aussi bien sur scène qu'en-dehors. Il dédie cet ouvrage à Fred Astaire, décédé en 1987, qui fut pour lui une grande source d'inspiration. Moonwalk contient par ailleurs une préface de Jacqueline Kennedy Onassis (qui sera réutilisée dans le livret de l'album History en 1995).

## Structure
Le livre fait 290 pages pour six chapitres. Ces six chapitres ont pour nom dans l'ordre croissant :
- Des mômes qui rêvent
- La terre promise
- Bête de scène
- Moi et Q
- La danse : Moonwalk
- All You Need Is Love[1]

## Réédition
Moonwalk a été réédité le 13 octobre 2009, à la suite du décès de Michael Jackson, avec une nouvelle préface du fondateur de la Motown, Berry Gordy, et une postface de Crown Publishing Group.

## Accueil
Moonwalk a fait ses débuts à la première place sur les listes de best-sellers du journal britannique The Times et du journal américain Los Angeles Times. Atteignant la deuxième place lors dans sa première semaine de publication sur la liste des best-sellers du New York Times, Moonwalk a atteint la première place la semaine suivante. Quelques mois après sa sortie, le livre avait été vendu à 450 000 exemplaires dans quatorze pays.

## Édition française
- Michael Jackson (trad. Françoise Hayward), Moonwalk, Paris, Michel Lafon, 1988, 284 p. (ISBN 2-86804-564-2). Le livre fut réédité en 2009 à la suite du décès de Michael Jackson.